# Russischsprachige Presse im deutschsprachigen Raum
Die russischsprachige Presse im deutschsprachigen Raum ist für viele Russisch sprechende Auswanderer eine wichtige Informationsquelle über das Geschehen in ihrer alten wie der neuen Heimat. Über 100 russischsprachige Zeitungen und Zeitschriften erscheinen heute in Deutschland, der Schweiz und Österreich.

## Geschichte
Nach der unterdrückten Militärverschwörung der Dekabristen 1825 und der Herrschaftsübernahme durch Zar Nikolaus I. mit der Errichtung eines autoritären Regimes flüchteten ein Jahrhundert lang viele Russen in die deutschsprachigen Länder. Einen Höhepunkt erreichte diese Emigration nach der Oktoberrevolution mit ihrer gewaltsamen Machtübernahme durch die russischen kommunistischen Bolschewiki im Jahre 1917.
Unter den russischen Emigranten waren viele Journalisten und Schriftsteller, die vor Zensur und Verfolgung flüchteten. Diese gründeten am 8. August 1920 in Berlin sogar die Union der russischen Journalisten und Schriftsteller in Deutschland als eigene Gewerkschaft.
Bis in die späten 1930er Jahre schrieben sie in Deutschland für eine bis zu 450.000 Russen zählende Diaspora, die nach 1922 laufend kleiner wurde. 1922 waren es noch 250.000 russische Emigranten, 1930 rund 90.000 und 1937 nur noch 45.000 russische Emigranten. Berlin war neben Paris die zweitgrößte „russische“ Stadt Europas. Das „russische Berlin“ galt diesen Emigranten als die „literarische Hauptstadt Europas“. Alleine im Jahr 1922 wurden hier 48 Verlage gezählt, die insgesamt 147 russische Tages- und Wochenzeitungen publizierten.

## Russischsprachige Medien in Deutschland 1920er-Jahre (Auswahl)
| Medientitel                                      | Thema               | Redakteur                    | Ort              | Erscheinungszeitraum | Auflage   |
| ------------------------------------------------ | ------------------- | ---------------------------- | ---------------- | -------------------- | --------- |
| Rul (russisch Руль, Das Ruder)                   | Literatur und Kunst | Josef Wladimirowitsch Gessen | Berlin           | 1920–1931            | Unbekannt |
| Spolochi (russisch Сполохи)                      | Literatur und Kunst | A. Drosdow                   | Berlin           | 1921–1923            | Unbekannt |
| Schar-ptiza (russisch Жар-птица, Der Feuervogel) | Literatur und Kunst | A. E. Kogan                  | Berlin und Paris | 1921–1926            | Unbekannt |

Wohl die meisten dieser russischsprachigen Zeitungen und Zeitschriften in Deutschland wurden in der nationalsozialistischen Diktatur des Deutschen Reiches eingestellt.
Die russischen Kolonien in Österreich und der Schweiz waren zahlenmäßig kleiner, pflegten aber in dieser Zeit ebenso ihre eigenen Publikationen.
Die älteste noch existierende russischsprachige Publikation in der europäischen Diaspora ist der 1880 in Moskau gegründete und seit 1947 in Paris erscheinende Russkaja Mysl („Russischer Gedanke“).

## Deutschland
Erst nach dem Zusammenbruch der Sowjetunion entstanden mit der wachsenden Zahl ethnisch deutscher und deutschstämmiger Spätaussiedler aus den ehemaligen Sowjetrepubliken und mit der wachsenden russischsprachigen Bevölkerungsgruppe in Deutschland neue russischsprachige Medien.
Heute ist der deutsche Markt für russischsprachige Printmedien so groß wie noch nie: In Deutschland leben geschätzt zwischen drei und sechs Millionen russischsprachige Menschen.

### Überregionale Zeitungen und Zeitschriften
Der Moskauer Journalist Juri Sarubin gründete im Mai 1993 die erste neue russischsprachige Zeitung in Deutschland, Jewropazentr, die schon bald weit in Deutschland verbreitet war.
2001 waren über Deutschland verteilt schon zwölf russischsprachige Zeitungen zu finden, meist öffentlich finanzierte Informationsblätter für Spätaussiedler und jüdische Kontingentflüchtlinge. Einen kommerziellen Konkurrenzkampf lieferten sich nur die in Berlin erscheinende Zeitschrift Jewropazentr und die später dazu gekommene Russkij Berlin (seit 1997 als Regionalausgabe von Russkaja Germanija (russisch Русская Германия)).
Seit Oktober 1994 erscheint in Deutschland die wöchentliche Zeitschrift Kontakt-Chance. Sie verkauft in Deutschland rund 2,6 Millionen Exemplare im Jahr und ist eine der größten und meistverkauften russischsprachigen Zeitschriften in Deutschland.
Die Werner Media Group von Nicolas Werner legte 2002 mit Jewropazentr und Ost-Ekspress die zwei größten Zeitungen zum Jewropa-Express (russisch Европа-Экспресс, Jewropa Express) zusammen und erreichte somit nach eigenen Angaben eine Auflage von 100.000 Exemplaren. Ebenfalls aufgekauft – aber kurzerhand eingestellt – wurde die kleine Wedomosti (russisch Ведомости) aus Düsseldorf.
Die Werner Media Group gründete dafür sechs weitere russischsprachige Blätter wie die jüdische Monatszeitung Evreyskaya Gazeta (russisch Еврейская газета, Jewreiskaja gaseta) mit einer Auflage von 39.000 Exemplaren und das Hochglanzmagazin Vsya Evropa (russisch Вся Европа, Wsja Jewropa) mit einer Auflage von 90.000 Exemplaren.
1996 gründeten die aus Riga stammenden Brüder Dmitrij und Boris Feldman die Wochenzeitung Russkaja Germanija (russisch Русская Германия). Sie hat mit ihren Regionalausgaben in Berlin (Russki Berlin), Nordrhein-Westfalen (Reinskaja Gaseta), Bayern (Russkaja Germanija – Bawarija) und Hamburg (Russkaja Germanija – Gamburg) eine verkaufte Gesamtauflage von 61.000 Exemplaren.

### Gratiszeitungen
Ein anderes Geschäftsmodell, nämlich jenes der Gratiszeitung, pflegt in München der aus Moskau stammende Physiker Ashot Terterian mit seinem Verlag Terterian. Er fing 1998 mit der Monatszeitung München-Plus an, die anfangs eine überwiegend soziale Ausrichtung hatte und den russischsprachigen Einwanderern die Integration erleichtern sollte. Seitdem hat Terterian expandiert und veröffentlicht heute das Flaggschiff Germania Plus (russisch Германия Плюс, Germanija Pljus) mit den Regionalausgaben München Plus, Nürnberg Plus, Augsburg Plus und Berlin Plus, deren monatliche Gesamtauflage 100.000 Exemplare erreicht. Die Monatszeitungen werden gratis aufgelegt und vertrieben.

### Boulevardzeitungen
In Frankfurt wiederum gründete das russische Boulevardblatt Moskowski Komsomolez 2001 eine auf die Bedürfnisse der Diaspora zugeschnittene MK-Germania (russisch МК Германия, MK-Germanija). Die Wochenzeitung hat derzeit eine Auflage von 35.000 Exemplaren.

### Lokale Zeitschriften
Auf lokaler Ebene erscheinen in Deutschland mittlere und kleine Printmedien wie die vom MedienHaus GmbH & Co. KG in Dortmund herausgegebene Monatszeitschrift Partner (russisch Партнёр) mit einer Auflage von 18.000 Exemplaren und Partner-Nord mit 14.000 Exemplaren für die nördlichen Bundesländer.
Zu den Produkten dieses Verlages gehören auch die Kinderzeitschrift Ostrow Tam-i-Tut (russisch Остров Там-и-Тут) (Die Insel Hier-und-Dort) und eine Quartalszeitschrift für zeitgenössische russischsprachige Literatur Zarubezhnye zapiski (russisch Зарубежные записки, Sarubeschnyje Sapiski).
Im nordrhein-westfälischen Kalletal erscheint eine Monatszeitschrift für Aussiedler Semljaki (russisch Земляки) (Landsleute) mit 30′000 Abonnenten.
In Rhein-Main-Gebiet, sowie in Baden-Württemberg, Saarland und Franken ist das illustrierte Informationsmagazin Neue Zeiten mit einer Auflage von 22.333 Exemplaren bekannt. Zu den Medien des Verlags gehören auch die kostenlose Zeitung Karriere, das Fachmagazin für Reisebüros Russki Voyage (russisch Русский вояж, Russki Wojasch) und das Branchenbuch Solotyje stranizi (russisch Золотые страницы).

### Zweisprachige Zeitschriften
Seit 1948 erscheint das deutsch-russische Sprachmagazin Po Swetu mit dem deutsch-russischen Jugendmagazin Mosty als Beilage, das über das Leben der jungen Einwanderer aus der ehemaligen Sowjetunion berichtet.
Seit 2005 erscheint in Lörrach das zweisprachige Informationsblatt Ostrowok (Inselchen) der Aussiedlerinnen Galina Zerr und Lydia Pfeiffer für die russischsprachigen Einwanderer im deutsch-schweizerisch-französischen Dreieck.
Zweisprachig ist auch die Deutsch-Russische Zeitung, welche in Augsburg nach mehrjähriger Unterbrechung seit Januar 2008 wieder erscheint (1998 war die Zeitung nach 24 Ausgaben eingestellt worden).

## Radio
Seit 2003 ist Radio Russkij Berlin auf Sendung, Deutschlands erster und bis heute einziger russischsprachiger FM-Radiosender.

## Russischsprachige Medien in Deutschland 2025 (Auswahl)
| Medientitel                                                          | Publikation       | Verlag                             | Ort       | Erscheint seit | Auflage |
| -------------------------------------------------------------------- | ----------------- | ---------------------------------- | --------- | -------------- | ------- |
| "TVRUS" (russisch ТВРУС, TWRUS)                                      | Wochenzeitung     | BEM Media GmbH & Co. KG            | Löhne     | 2003           | 120.000 |
| "MK-Landsleute" (russisch МК-Соотечественник, MK-Sootetschestwennik) | Monatszeitung     | MK Verlag                          | Frankfurt | 2009           | 120.000 |
| "Partner" (russisch Партнер)                                         | Wochenzeitung     | MedienHaus GmbH & Co. KG           | Dortmund  | 1997           | 18.000  |
| "Neue Zeiten" (russisch Новые Времена, Nowyje Wremena)               | Monatszeitschrift | LTC Media Verlag                   | Frankfurt | 1999           | 22.000  |
| "Neue Semljaki" (russisch Новые Земляки)                             | Monatszeitung     | Semljaki Zeitungsverlag GmbH       | Kalletal  | 1996           | 60.000  |
| "Karriere" (russisch Карьера, Karjera)                               | Monatszeitung     | LTC Media Verlag                   | Frankfurt | 2006           | 100.000 |
| "Jewreiskaja gaseta" (russisch Еврейская газета)                     | Monatszeitung     | Werner Media Group                 | Berlin    | 2002           | 21.250  |
| Aussiedlerbote (russisch Переселенческий вестник)                    | Monatszeitung     | Rheinisch-Bergische Druckerei GmbH | Hamburg   | 2006           | 158.000 |

## Schweiz
Russkaja Schweizarija (russisch Русская Швейцария) (Russische Schweiz) ist eine in der Schweiz erscheinende russischsprachige Zeitschrift. Die Auflage liegt nach eigenen Angaben bei 6.000 Exemplaren. In der Schweiz leben derzeit rund 13.000 russischsprachige Menschen, davon sind 9.675 russische Staatsbürger.

## Österreich
In Wien erscheint die Monatszeitschrift Sootetschestwennik (russisch соотечественник) (Landsmann), Chefredakteur und Herausgeber ist Serguei Tikhomirov. In Österreich leben derzeit rund 80′000 russischsprachige Menschen.